# Gerhard Weisser

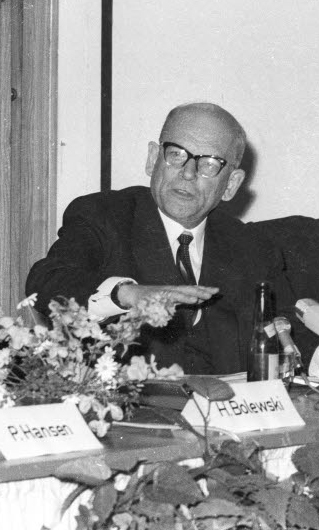
Gerhard Weisser bei einem Forumsgespräch zur Kieler Woche 1965

Gerhard Weisser (* 9. Februar 1898 in Lissa; † 25. Oktober 1989 in Bonn) war ein deutscher Sozialwissenschaftler, Hochschullehrer, Sozialdemokrat, wissenschaftlicher Politikberater, Protestant und Pädagoge. Er gilt als einer der Väter des Godesberger Programms; eng verbunden mit seinem Wirken sind das so genannte Lebenslagenkonzept und die gemeinnützige Wohnungswirtschaft.

## Lebensweg

### Jugend und Studium
Gerhard Weisser erblickte am 9. Februar 1898 in Lissa (heute Polen) als Sohn des Landgerichtsrates Rudolf Weisser und dessen Ehefrau Johanna, geb. Pulst, das Licht der Welt. Er besuchte das Humanistische Gymnasium in Magdeburg und bestand dort im Jahre 1917 die Abiturprüfung. Während seiner Schulzeit war Weisser Mitglied im Wandervogel, der ersten deutschen Jugendbewegung. Nach dem Abitur wurde Weisser zum Kriegsdienst eingezogen und absolvierte diesen bis 1918, um dann in Göttingen das Studium der Sozial- und Wirtschaftswissenschaften aufzunehmen. Unter dem Einfluss der Neufries’schen Schule um Leonard Nelson – mit dem es einige Jahre später aufgrund wissenschaftlicher und persönlicher Differenzen zum Bruch kommen sollte – beschäftigte er sich in dieser Zeit auch intensiv mit philosophischen Fragen. 1923 wurde Weisser in Tübingen bei Robert Wilbrandt mit einer Arbeit zum Thema „Wirtschaftspolitik als Wissenschaft“ zum Dr. rer. pol. mit Summa cum laude promoviert.

### Beginn der beruflichen Laufbahn und Habilitation
Seine berufliche Laufbahn begann Weisser 1923 als wissenschaftlicher Hilfsarbeiter der Stadtverwaltung Magdeburg, bald darauf bekleidete er die Funktion des Stellvertreters des Leiters des Städtischen Wohnungsamtes, um dann 1927 zum Städtischen Finanzverwalter dieser Stadt ernannt zu werden. In dieser Zeit trat Weisser in die SPD ein und 1930 wählten ihn die Einwohner der Stadt Hagen zu ihrem Bürgermeister. Dieses Amt hatte er bis zur Machtübernahme der NSDAP 1933 inne. In der Zeit des Nationalsozialismus arbeitete Weisser für verschiedene Verlage und war u. a. Geschäftsführer der Firma Otto Schwartz & Co. Noch während des Zweiten Weltkriegs, nämlich 1943, habilitierte Weisser in Rostock mit einer Arbeit, die erst 1949 unter dem Titel „Form und Wesen der Einzelwirtschaften. Theorie und Politik ihrer Stile“ veröffentlicht werden sollte. Er erhielt allerdings nicht die Venia Legendi.

### Nach dem Zweiten Weltkrieg
Nach dem Ende des Zweiten Weltkriegs übernahm Weisser die Leitung des Finanz- und Wirtschaftsministeriums im damaligen Freistaat Braunschweig. Im März des Folgejahres wurde er in Hamburg zum Generalsekretär des Zonenbeirats der britischen Zone gewählt, zudem hatte er ehrenamtlich die Präsidentschaft des Gesamtverbandes der gemeinnützigen Wohnungsunternehmen inne. Von 1948 bis 1950 war er Staatssekretär im Finanzministerium des Landes Nordrhein-Westfalen.

### Professor an der Universität Köln
1950 schließlich wurde Gerhard Weisser ordentlicher Professor für Sozialpolitik und Genossenschaftswesen an der Universität zu Köln. Von 1954 bis 1970 war er Vorstandsvorsitzender der wieder gegründeten Friedrich-Ebert-Stiftung, und nach der Niederlegung dieses Amtes bis zu seinem Tode Ehrenpräsident des Kuratoriums. Weisser arbeitete in dieser Zeit auch in der „Kammer für Soziale Ordnung“ der evangelischen Kirche mit, in allen Programmkommissionen der SPD bis zum Godesberger Programm, auch gehörte er der SPD-Grundwertekommission an.

### Nach der Emeritierung
Nachdem Weisser 1966 emeritiert wurde, ging er nach Göttingen, um hier als Honorarprofessor zu lehren. Im gleichen Jahr gründete Weisser zusammen mit Friedrich Karrenberg und anderen das „Forschungsinstitut für Gesellschaftspolitik und beratende Sozialwissenschaft e. V.“ (heute: „Institut für beratende Sozial- und Wirtschaftswissenschaften – Gerhard-Weisser-Institut e. V.“), dessen wissenschaftlicher Direktor er wurde. 1968 erhielt Weisser das Bundesverdienstkreuz mit Stern. 1983 verlieh ihm die Fakultät der Sozialwissenschaft der Ruhr-Universität Bochum die Ehrendoktorwürde. Am 12. Dezember 1987 wurde er mit dem Verdienstorden des Landes Nordrhein-Westfalen geehrt. Im Oktober 1989 verstarb er in Bonn. Er war mit Gerda von Dresler und Scharfenstein (1896–1981), einer Tochter des Generals der Infanterie und Pour-le-Mérite-Trägers Hermann von Dresler und Scharfenstein verheiratet, die er bereits in der Wandervogelzeit kennenlernte. Das Ehepaar hatte vier Kinder.

## Schwerpunkte seiner Arbeit

### Das Lebenslagenkonzept
Weissers sozialpolitische Überlegungen waren um den „Lebenslagenansatz“ bzw. das „Lebenslagenkonzept“ zentriert, das er federführend mit Otto Blume entwickelte. Lebenslagen lassen sich demnach nicht hinreichend durch sozioökonomische Größen wie Einkommen, Ausbildung, Wohnungsgröße usw. bestimmen. Es ginge vielmehr um die Qualität der Chancen, über die Einzelne oder Gruppen verfügen, um zu Wohlbefinden gelangen zu können. Hierbei dachte man explizit an Schwache und Gefährdete der Gesellschaft, an sozial benachteiligte Schichten, die nicht von milden Gaben oder staatlicher Fürsorge abhängig sein sollten, sondern denen vielmehr verbesserte Rechtsansprüche und Mitbestimmungsrechte zustünden. Einen nachweisbaren Niederschlag fand die kritische Weiterentwicklung des Lebenslagenkonzepts u. a. im Bundessozialhilfegesetz.
In seiner Betrachtung der Lebenslage richtete Weisser sein Augenmerk auf „Grundanliegen“ des Einzelnen:
„Als Lebenslage gilt der Spielraum, den die äußeren Umstände dem Menschen für die Erfüllung der Grundanliegen bieten, die er bei unbehinderter und gründlicher  Selbstbesinnung als bestimmend für den Sinn seines Lebens ansieht“.
Sozialpolitik war für Weisser ein sehr umfassender Begriff und er selbst nutzte eher den Begriff Gesellschaftspolitik, als einen „Ausdruck des Systems der praktischen Gesellschaftspolitik“. Die Gewährleistung einer freiheitlichen und gerechten Gesellschaft war für ihn nur dann denkbar, wenn „sozialorganisatorische und sozialpädagogische Mittel“ zusammenwirken. Insofern sah man ihn auch als Pädagogen. Man kann Weissers gesellschaftspolitische Theorie auch als „Theorie der Verteilung von Lebenslagen“ bezeichnen.

### Freiheitlicher Sozialismus
Sowohl im Rahmen seiner wissenschaftlichen Tätigkeit als auch im Zusammenhang mit seinem sozialdemokratischen Engagement ist ein großer Teil seiner Publikationen der Neubegründung und Weiterentwicklung des Konzeptes des freiheitlich-demokratischen Sozialismus gewidmet. Er hielt den demokratischen Freiheitlichen Sozialismus, worunter er einen dritten Weg zwischen Kommunismus und Kapitalismus verstand, für real umsetzbar. Ihm ging es um ein Mehr an Freiheit durch Sozialismus, wobei er insbesondere Komponenten wie Mitbestimmung, freie Gemeinwirtschaft und Vermögenspolitik betonte. Innerhalb der SPD vertrat er die Ansicht, dass marxistisch-philosophische Ausrichtungen zugunsten der Anerkennung von Grundwerten, wie etwa Solidarität oder Freiheit, zurückgedrängt werden sollten.

### Wissenschaftstheoretische Fragen
Weisser hatte auch, seit seiner Studienzeit, ein starkes Interesse an erkenntniskritischen und wissenschaftstheoretischen Fragen, die vor allem normativer Natur waren. Er knüpfte hierbei sowohl an den Philosophen Jakob Friedrich Fries an, als auch an kritizistische Gemeinwohlkonzepte eines Immanuel Kant. Von seinem Lehrer aus der Studienzeit in Göttingen, Leonard Nelson, grenzte er sich mehr und mehr ab.

### Gemeinnützige Wohnungswirtschaft
Im Rahmen seiner wohnungswissenschaftlichen Studien beschäftigte Weisser sich insbesondere mit Wohnungsgenossenschaften, mit gemeinnützigen Kooperativen in diesem Bereich. Weisser war wesentlich am Aufbau und der Entstehung des Gesamtverbandes Gemeinnütziger Wohnungsunternehmen (GGW) beteiligt.

## Nachlass und Publikationen
Weissers Nachlass wurde 1993 von seinen Kindern an das Archiv der sozialen Demokratie (AdsD) übergeben. In diesem Bestand sind alle Schriften, inklusive Korrespondenzen, enthalten. Er hat zu folgenden Themen publiziert: Erkenntnis- und wertkritische Probleme der Sozialwissenschaft, Gesellschaftspolitik, Sozialpädagogik, Sozialpolitik, Mitbestimmung, Vermögenspolitik, Verteilungsprobleme, Volkswirtschaft und Einzelwirtschaftspolitik (u. a. zu Unternehmenstypen und Genossenschaften), Zeitgeschichte, Soziologie, Wohnungswesen, Beiträge in Wörterbüchern und Lexika und zu vielem mehr.
Zu seinen wichtigen Handwörterbuchartikeln werden etwa Soziale Sicherheit, Distribution (II) Politik und Vermögen und Vermögenspolitik gezählt.